# Rodnikovi
Rodnikovi (en rus: Родниковый) és un poble del krai de Primórie, a l'Extrem Orient de Rússia, que en el cens del 2010 tenia 353 habitants.